# Pablo Molinero i Martínez
Pablo Molinero i Martínez (Castelló de la Plana, 1977) és un actor de cinema, teatre i televisió valencià. També ha treballat en alguna ocasió com a director de teatre.

## Trajectòria
Es llicencià en Filologia anglesa per la Universitat Jaume I de Castelló de la Plana i fou alumne de l'Aula de Teatre de la mateixa universitat, en la qual creà el grup teatral La Casual al costat d'altres companys. Més endavant es traslladà a Barcelona per a fer estudis de dansa i interpretació. S'inicià com a actor professional en companyies de teatre de carrer com Visitants i, posteriorment, esdevingué membre de diferents agrupacions, entre elles Comediants i La Fura dels Baus. És integrant i fundador l'any 2003, al costat de David Climent i Pilar López, de la companyia de teatre Los Corderos, projecte basat en la idea de desenvolupar un llenguatge escènic no subordinat a la paraula escrita. Un dels seus papers més destacats és el personatge de Mateu a la sèrie de televisió La peste, dirigida per Alberto Rodríguez Librero.

## Obres

### Cinema
| Any  | Títol                | Personatge                             | Direcció              |
| ---- | -------------------- | -------------------------------------- | --------------------- |
| 2003 | ...De colores        | Víctor                                 | Rafa Montesinos       |
| 2005 | Aquitania            | León                                   | Rafa Montesinos       |
| 2011 | Terrados             | Pablo                                  | Demian Sabini         |
| 2013 | Enxaneta             | Cristobal                              | Alfonso Amador        |
| 2017 | El somni s'ha acabat |                                        | Pau Martínez          |
| 2020 | L'estiu que vivim    |                                        | Carlos Sedes          |
| 2020 | L'ofrena             |                                        | Ventura Durall        |
| 2020 | La mort de Guillem   | Guillem Agulló, pare de Guillem Agulló | Carlos Marqués-Marcet |

### Teatre
| Any  | Títol                      | Teatre | Anotacions                                                                 |
| ---- | -------------------------- | ------ | -------------------------------------------------------------------------- |
|      | La banda del fin del mundo |        | Companyia Los Corderos                                                     |
| 2014 | El hombre invisible        |        | Com a director. Monòleg sobre poemes de Fernando Pessoa i Oliverio Girondo |

### Televisió
| Any       | Títol              | Personatge  | Direcció                  | Emissora  | Anotacions      |
| --------- | ------------------ | ----------- | ------------------------- | --------- | --------------- |
| 2006      | Negocis de família |             | Jaume Bayarri             | Canal 9   | Episòdic        |
| 2018-2019 | La peste           | Mateo Núñez | Alberto Rodríguez Librero | Movistar+ | Paper principal |

## Premis
- 2018: Premi "Un futur de cine", atorgat pel Festival Cinema Jove de València[6]